# Pomnik Skanderbega w Skopje
Pomnik Skanderbega w Skopje (alb. Monumenti i Skënderbeut në Shkup, mac. Споменик на Скендербег во Скопје) – znajdujący się w Skopje pomnik upamiętniający bohatera narodowego Albanii, Skanderbega.
Pomnik został odsłonięty 28 listopada 2006 roku z okazji Dnia Flagi Albanii; rzeźba mieści się przy ulicy Goce Dełczewa w Skopje. Jego projektantem jest albański rzeźbiarz Toma Thomai.
17 stycznia 2012 roku rozpoczęła się budowa Placu Skanderbega w Skopje, na którym mieści się pomnik. Inwestycja została w pełni sfinansowana przez macedoński rząd; budowa przebiegała w kilku etapach, z czego pierwszy kosztował 2,8 mln euro.